# Baryscapus sugonjaevi
Baryscapus sugonjaevi är en stekelart som först beskrevs av Kostjukov 1976.  Baryscapus sugonjaevi ingår i släktet Baryscapus och familjen finglanssteklar. Arten är reproducerande i Sverige. Inga underarter finns listade.